# NBA 2K10
NBA 2K10 é um simulador do campeonato norte-americano de basquete (NBA) da temporada de 2010. Foi desenvolvido pela  Visual Conceptse publicado pela 2K Sports.

## Edição de Aniversário[9][10]
Foi lançada uma edição de aniversário de 10 anos da série, com 30.000 cópias, para PlayStation 3 e Xbox 360, que incluiam:
- Um armário numerado com cadeado para guarda 20 jogos;
- Uma miniatura e um poster (16 x 36 cm) do Kobe Bryant;
- Um vídeo especial sobre os 10 anos da série;
- Uma conta Gold Room, modo online VIP